# 10213 Koukolík
10213 Koukolík è un asteroide della fascia principale. Scoperto nel 1997, presenta un'orbita caratterizzata da un semiasse maggiore pari a 2,4336476 UA e da un'eccentricità di 0,2630083, inclinata di 7,17882° rispetto all'eclittica.
L'asteroide è dedicato a František Koukolík, neuropatologo ceco che studia la relazione tra cervello e comportamento umano. 